# Gross Vermunt Ferner
Gross Vermunt Ferner är en glaciär i Österrike.   Den ligger i förbundslandet Vorarlberg, i den västra delen av landet, 500 km väster om huvudstaden Wien. Gross Vermunt Ferner ligger 2 953 meter över havet.
Terrängen runt Gross Vermunt Ferner är bergig österut, men västerut är den kuperad. Gross Vermunt Ferner ligger uppe på en höjd. Runt Gross Vermunt Ferner är det mycket glesbefolkat, med 5 invånare per kvadratkilometer.. Närmaste större samhälle är Gaschurn, 16,1 km norr om Gross Vermunt Ferner. 
Trakten runt Gross Vermunt Ferner består i huvudsak av gräsmarker.